# Phlebotomus kandelakii
Phlebotomus kandelakii är en tvåvingeart som beskrevs av Shurenkova 1929. Phlebotomus kandelakii ingår i släktet Phlebotomus och familjen fjärilsmyggor. Inga underarter finns listade i Catalogue of Life.